# Gabbia (calcio)
La gabbia è un tipo di campo da calcio, storicamente ricondotto all'inventiva di Corrado Orrico e studiato per un particolare metodo di allenamento.

## Storia
L'introduzione della gabbia è ascrivibile alla gioventù dello stesso Orrico, il quale negli  stabilimenti balneari livornesi conobbe la gabbionata: una versione del gioco del calcio giocata nel gabbione,  una struttura le cui reti delimitavano il campi da gioco per evitare la fuoriuscita del pallone e la conseguente caduta in mare.
Nel campionato 1990-91 la gabbia fu adottata, con risultati negativi, da Luigi Maifredi allenatore della Juventus.

## Funzionamento
La struttura riproduce, seppur con misure inferiori, un campo da calcio coprendolo parzialmente — lungo i bordi — o interamente (con un soffitto). L'allenamento calcistico viene quindi svolto all'interno della stessa, caratteristica che impedisce l'uscita del pallone e le interruzioni eccessive nel gioco; a detta dello stesso allenatore — che la utilizzò con gran parte delle squadre guidate — i principali vantaggi di tale pratica si riscontrano sotto il profilo tecnico e della condizione fisica. Una gabbia, successivamente ammodernata, è ancora presente nel centro sportivo di Appiano Gentile in cui venne installata nel 1991 quando Orrico sedeva sulla panchina dell'Inter.
Sempre la gabbia costituisce poi il campo regolamentare del jorkyball, noto anche come calcio a due.

## Nella cultura di massa
Nell'estate 2002 la Nike promosse una campagna pubblicitaria nota come The Secret Tournament, in cui due squadre composte da tre calciatori ciascuna si affrontavano in un torneo disputato all'interno della gabbia.

## Filmografia
Luca Falorni (con Marco e Paolo Bruciati), Gabbiadimatti, 2014
https://vimeo.com/153136316 (link a Gabbiadimatti)